# ステップ・アップ2:ザ・ストリート
『ステップ・アップ2: ザ・ストリート』（原題：Step Up 2: The Streets）は、2008年のアメリカ映画。2006年の映画『ステップ・アップ』の2作目の続編である。日本では、ビデオスルーとして2009年2月6日にDVDが発売された。

## キャスト
| 役名                 | 俳優                     | 日本語吹き替え     |
| -------------------- | ------------------------ | ------------------ |
| アンディ             | ブリアナ・エヴィガン     | 浅野まゆみ         |
| チェイス             | ロバート・ホフマン       | 竹若拓磨           |
| ブレイク             | ウィル・ケンプ           | 鈴木正和           |
| DJサンド             | J-ブーグ                 | 丸山壮史           |
| タック               | ブラック・トーマス       | 一馬芳和           |
| ムース               | アダム・G・セヴァーニ    | 深津智義           |
| ミッシー             | ダニエル・ポランコ       | 木下紗華           |
| フェリシア           | テリシャ・ショウ         | 永木貴依子         |
| サラ                 | ソニア・ソーン           | 新田万紀子         |
| ソフィー             | キャシー・ヴェンチュラ   | 鈴木秀香           |
| Kメル                | Kメル・ハウエル          | 古宮吾一           |
| キド                 | 甲田真理                 | 澤乃彩             |
| モンスター           | ルイス・ロサド           | 河西健吾           |
| フライ               | ジャネル・キャンブリッジ | 栗田かおり         |
| ケーブル             | ハリー・シャム・ジュニア | 中田隼人           |
| タイラー・ゲージ     | チャニング・テイタム     | 高橋圭一           |
| 日本語版制作スタッフ |                          |                    |
| 演出                 | 演出                     | 松川陸             |
| 字幕翻訳             | 字幕翻訳                 | 伊藤幸子           |
| 吹替翻訳             | 吹替翻訳                 | 浅野倫子           |
| 調整                 | 調整                     | 佐藤守             |
| 制作                 | 制作                     | エンジェルワークス |